# 敏捷型地月空间行动演示火箭
敏捷型地月空间行动演示火箭（简称DRACO）是洛克希德·马丁公司与BWX技术公司合作开发的一款航天器，属于國防高等研究計劃署（DARPA）项目的一部分，曾计划于2027年在太空进行演示，但最终被取消。该实验飞行器计划可重复使用，并将利用下一代核热推进技术和低浓缩铀，由美国太空部队负责发射。2023年，美国宇航局（NASA）加入DARPA项目，开发核热火箭（NTR），将宇航员送往火星等深空目的地。DRACO将是世界上第一个在轨验证核热发动机。据报道，它将作为有效载荷搭载在火神半人馬座運載火箭上发射。
DARPA的DRACO项目经理塔比莎·多德森（TabithaDodson）表示：“化学推进技术的发展已经达到了极限，与当今的化学推进火箭不同，理论上核技术具有发展到核聚变甚至更高级系统的潜力。由核反应堆操纵和驱动的航天器将使人类飞得更远，任何类型的任务都有更高的生存和成功几率。”
据洛克希德·马丁公司和BWXT公司称，核热推进具有显著的效率和时间增益。美国宇航局相信，这种核热火箭的效率将比化学推进高出两到三倍，而核热火箭将把前往火星的旅程时间缩短一半。
2025年，DARPA宣布因为经济原因结束该项目。

## 设计
DRACO的主要设计特点包括：
- 核热推进（NTP）发动机将由一个裂变反应堆组成，该反应堆将热量传递到液体推进剂（在本例中为液态氢）。热量会将氢转化为气体，并通过喷嘴膨胀以提供推力。
- 核燃料将由浓缩铀组成，即238U（最常见的同位素）和大约20%的可裂变同位素235U。这一浓缩程度略高于地球上轻水动力反应堆常见的3-5%浓缩程度，[18]但低于武器级材料约90%的浓缩程度。选择20%的浓缩程度是为了减轻计划和监管开销。[需要引用]

根据2019年的一份总统备忘录，使用浓缩度低于20%的铀（所谓的“Tier 2”运载工具）发射航天器仅需由赞助机构负责人（在本例中为国防部长）批准，而无需白宫批准。
- 推进剂将由储存在低温罐中的液氢组成。不到一秒的时间，氢气就会被反应堆加热，温度从约20K升高到约2700K。相比之下，现代压水反应堆的典型水温约为600K。
- 该反应堆将与膨胀循环火箭发动机整合在一起。在这种设计中，涡轮泵将高压液氢引导至两条路径。第一条路径用于冷却发动机的喷嘴和压力容器。第二条路径中的液氢首先冷却堆芯支撑组件，然后驱动涡轮泵组件，涡轮泵组件的排气被送回反应堆压力容器，在那里吸收裂变反应产生的能量。然后，过热气体通过喷嘴膨胀出来，提供推力。[需要引用]
- 虽然设计推力水平的细节尚未公布，但据说[16]设计目标就是使比冲超过800秒。（这是火箭在重力为1的恒定条件下，能够将其自身初始质量加速的时间长度。[20]）与RL10的比冲相比，这将增加约400秒。RL10是AerojetRoc ketdyne公司在美国制造的一种液体燃料低温火箭发动机，用于宇宙神5号运载火箭的半人马座上面级。
- 目前还不确定，将氢推进剂长期保持液态有多难，而这正是火星之旅所必需的。[21]太空中液态低温推进剂的转移尚未得到证实，但洛克希德·马丁公司正在开发一种加油飞行器，以支持蓝色起源的“蓝月”月球着陆器，据说正在讨论在DRACO上安装加油口的可能性。[16]